# Колва (приток на Уса)
Ко̀лва е река в североизточната част на Европейска Русия, десен приток на Уса (от басейна на Печора). Дължината ѝ е 564 km и заема 160-о място по дължина в Русия. Протича на територията на Ненецкия автономен окръг на Архангелска област и Република Коми.
Реката изтича от югоизточния ъгъл на езерото Колвати, разположено на 138 m н.в. във възвишението Янеймюсур в Ненецкия автономен окръг на Архангелска област. Общото направление на реката е южно, като протича през Болшеземелската тундра с множество завои и меандри. Влива се отдясно в река Уса (десен приток на Печора), на 31 m н.в., на 5 km югозападно от посьолок Парма.
На изток водосборният басейн на реката гранича с водосборния басейн на река Адзва (десен приток на Уса); на югоизток – с водосборните басейни на по-малки реки, десни притоци на Уса; на запад – водосборния басейн на река Лая (десен приток на Печора); на север – водосборните басейни на реките Чьорная и Море-Ю, вливащи се в Печорско море.
Площта на водосборния басейн на реката е 18 100 km2, което съставлява 19,34% от водосборния басейн на река Уса. Основни притоци на Колва са: Серъер (38 km, ляв), Нойю (49 km, ляв), Колвавис (146 km, ляв), Сядейяха (29 km, десен), Кивтан (38 km, десен), Сандивей (148 km, ляв), Хараяха (162 km, десен), Комавис (38 km, десен), Сятейвис (34 km, десен), Лидую 50 km, ляв), Хагаяха (81 km, ляв).
Подхранването на реката е предимно снегово. Пълноводие от края на април до юли. Замръзва в края на ноември, а се размразява в средата на май. Плавателна е на 326 km от устието си, до село Хорей Вер, Ненецкия автономен окръг.
Среднемесечен отток на река Колва (m3/s) в района на село Хорей Вер (на 326 km от устието) от 1958 до 1996 г.